# Fontaine-les-Coteaux
Fontaine-les-Coteaux è un comune francese di 398 abitanti situato nel dipartimento del Loir-et-Cher nella regione del Centro-Valle della Loira.

## Società

### Evoluzione demografica
Abitanti censiti